# Palau-del-Vidre
Pour les articles homonymes, voir Palau.
Palau-del-Vidre [palo dɛl vidʁ]  est une commune française, située dans l'est du département des Pyrénées-Orientales en région Occitanie. Ses habitants sont appelés les Palauencs. Sur le plan historique et culturel, la commune est dans le Roussillon, une ancienne province du royaume de France, qui a existé de 1659 jusqu'en 1790 et qui recouvrait les trois vigueries du Roussillon, du Conflent et de Cerdagne.
Exposée à un climat méditerranéen, elle est drainée par le Tech, la Riberette, le Tanyari et par un autre cours d'eau. La commune possède un patrimoine naturel remarquable : un site Natura 2000 (« le Tech ») et deux zones naturelles d'intérêt écologique, faunistique et floristique.
Palau-del-Vidre est une commune rurale qui compte 3 232 habitants en 2022, après avoir connu une forte hausse de la population depuis 1962. Elle est dans l'agglomération de Saint-Cyprien et fait partie de l'aire d'attraction de Perpignan. Ses habitants sont appelés les Palauiencs ou  Palauiencques.

## Géographie

### Localisation
La commune de Palau-del-Vidre se trouve dans le département des Pyrénées-Orientales, en région Occitanie.
Elle se situe à 15 km à vol d'oiseau de Perpignan, préfecture du département, à 20 km de Céret, sous-préfecture, et à 6 km d'Argelès-sur-Mer, bureau centralisateur du canton de la Côte Vermeille dont dépend la commune depuis 2015 pour les élections départementales.
La commune fait en outre partie du bassin de vie de Saint-Cyprien.
Les communes les plus proches sont : 
Saint-André (2,6 km), Ortaffa (3,1 km), Elne (3,2 km), Montescot (4,5 km), Sorède (4,7 km), Saint-Génis-des-Fontaines (4,7 km), Brouilla (4,8 km), Latour-Bas-Elne (5,0 km).
Sur le plan historique et culturel, Palau-del-Vidre fait partie de l'ancienne province du royaume de France, le Roussillon, qui a existé de 1659 jusqu'à la création du département des Pyrénées-Orientales en 1790 et qui recouvrait les trois vigueries du Roussillon, du Conflent et de Cerdagne.
| Ortaffa                   | Elne            |                 |
| Saint-Génis-des-Fontaines | Palau-del-Vidre | Argelès-sur-Mer |
| Laroque-des-Albères       | Sorède          | Saint-André     |

### Géologie et relief
La superficie de la commune est de 1041 hectares. L'altitude varie entre 9 et 46 mètres.
La commune est classée en zone de sismicité 3, correspondant à une sismicité modérée.

### Climat
Pour des articles plus généraux, voir Climat de l'Occitanie et Climat des Pyrénées-Orientales.
En 2010, le climat de la commune est de type climat méditerranéen franc, selon une étude du CNRS s'appuyant sur une série de données couvrant la période 1971-2000. En 2020, Météo-France publie une typologie des climats de la France métropolitaine dans laquelle la commune est exposée à un climat méditerranéen et est dans la région climatique Provence, Languedoc-Roussillon, caractérisée par une pluviométrie faible en été, un très bon ensoleillement (2 600 h/an), un été chaud (21,5 °C), un air très sec en été, sec en toutes saisons, des vents forts (fréquence de 40 à 50 % de vents > 5 m/s) et peu de brouillards.
Pour la période 1971-2000, la température annuelle moyenne est de 15,1 °C, avec une amplitude thermique annuelle de 15,5 °C. Le cumul annuel moyen de précipitations est de 654 mm, avec 4,7 jours de précipitations en janvier et 2,7 jours en juillet. Pour la période 1991-2020, la température moyenne annuelle observée sur la station météorologique la plus proche, située sur la commune du Perthus à 14 km à vol d'oiseau, est de 15,4 °C et le cumul annuel moyen de précipitations est de 849,6 mm,. Pour l'avenir, les paramètres climatiques de la commune estimés pour 2050 selon différents scénarios d’émission de gaz à effet de serre sont consultables sur un site dédié publié par Météo-France en novembre 2022.

### Milieux naturels et biodiversité

#### Réseau Natura 2000

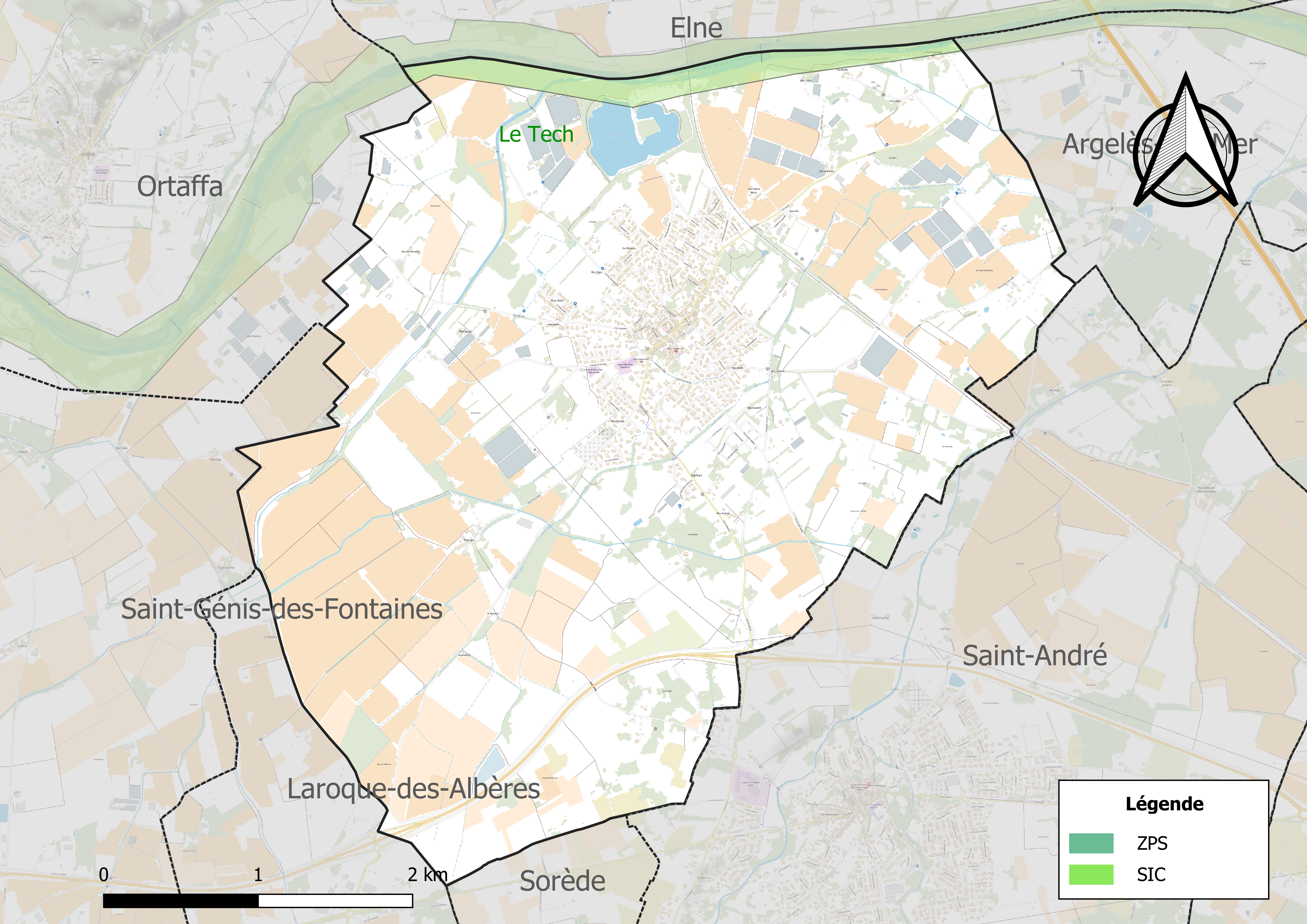
Site Natura 2000 sur le territoire communal.

Le réseau Natura 2000 est un réseau écologique européen de sites naturels d'intérêt écologique élaboré à partir des directives habitats et oiseaux, constitué de zones spéciales de conservation (ZSC) et de zones de protection spéciale (ZPS).
Un site Natura 2000 a été défini sur la commune au titre de la directive habitats : « le Tech », d'une superficie de 1 467 ha, hébergeant le Barbeau méridional qui présente une très grande variabilité génétique dans tout le bassin versant du Tech. Le haut du bassin est en outre colonisé par le Desman des Pyrénées.

#### Zones naturelles d'intérêt écologique, faunistique et floristique
L’inventaire des zones naturelles d'intérêt écologique, faunistique et floristique (ZNIEFF) a pour objectif de réaliser une couverture des zones les plus intéressantes sur le plan écologique, essentiellement dans la perspective d’améliorer la connaissance du patrimoine naturel national et de fournir aux différents décideurs un outil d’aide à la prise en compte de l’environnement dans l’aménagement du territoire.
Une ZNIEFF de type 1 est recensée sur la commune :
le « cours du Tech de Palau-del-Vidre à son embouchure » (106 ha), couvrant 3 communes du département et une ZNIEFF de type 2, : 
la « rivière le Tech » (933 ha), couvrant 14 communes du département.

Carte des ZNIEFF de type 1 et 2 à Palau-del-Vidre.
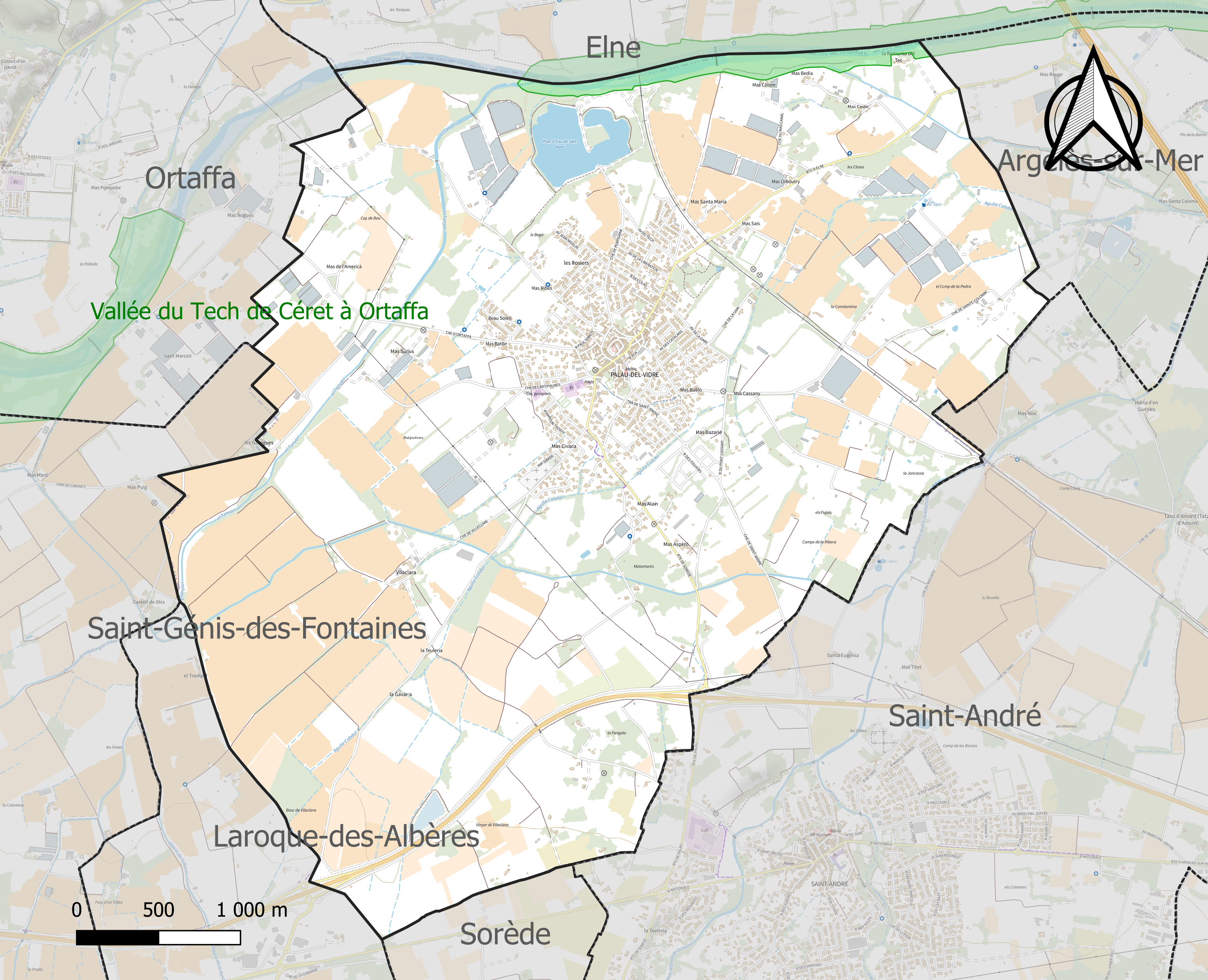
Carte de la ZNIEFF de type 1 sur la commune.
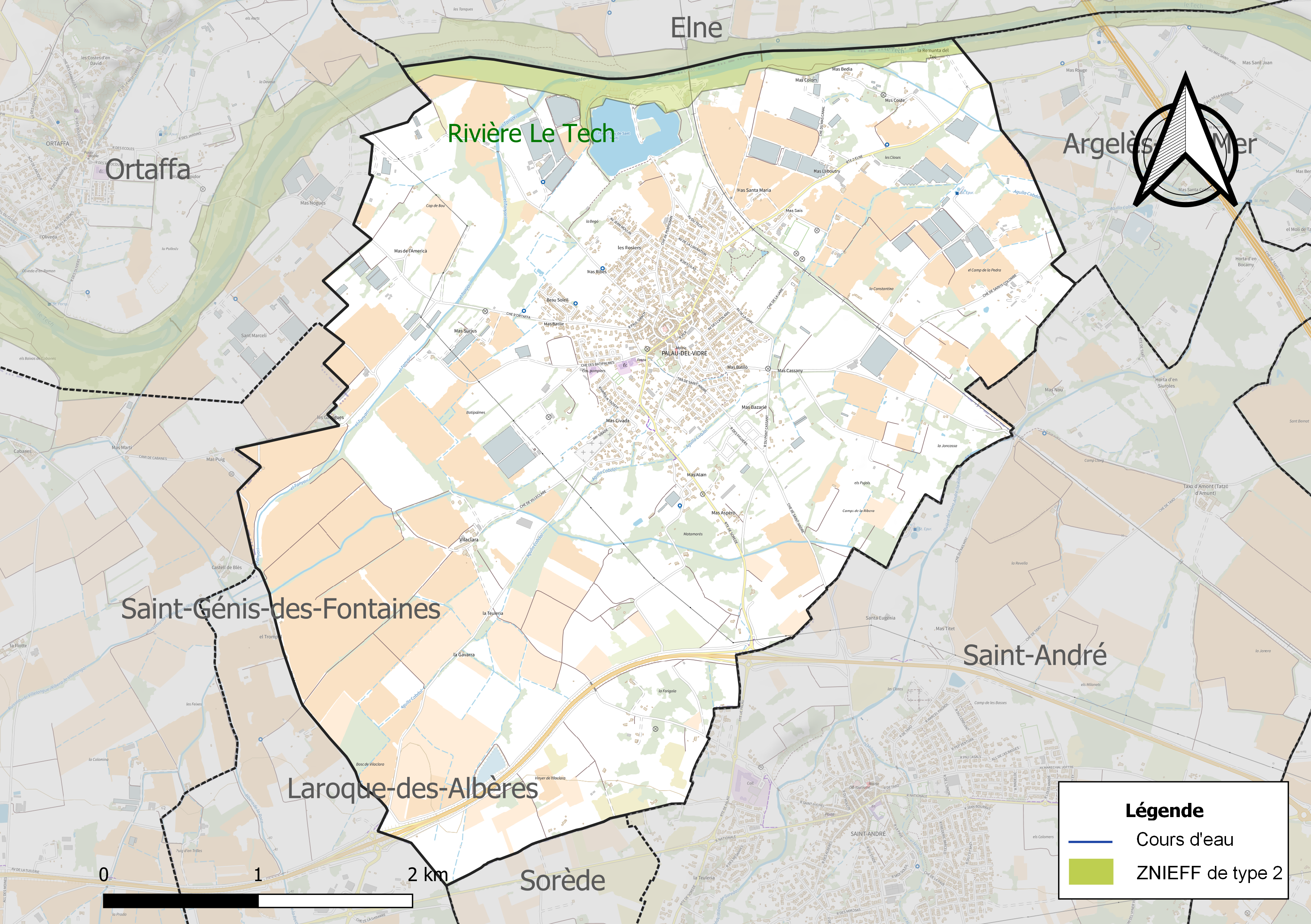
Carte de la ZNIEFF de type 2 sur la commune.

## Urbanisme

### Typologie
Au 1er janvier 2024, Palau-del-Vidre est catégorisée bourg rural, selon la nouvelle grille communale de densité à sept niveaux définie par l'Insee en 2022.
Elle appartient à l'unité urbaine de Saint-Cyprien, une agglomération intra-départementale regroupant quatorze  communes, dont elle est une commune de la banlieue,,. Par ailleurs la commune fait partie de l'aire d'attraction de Perpignan, dont elle est une commune de la couronne,. Cette aire, qui regroupe 118 communes, est catégorisée dans les aires de 200 000 à moins de 700 000 habitants,.

### Occupation des sols
L'occupation des sols de la commune, telle qu'elle ressort de la base de données européenne d’occupation biophysique des sols Corine Land Cover (CLC), est marquée par l'importance des territoires agricoles (87,8 % en 2018), en diminution par rapport à 1990 (92,3 %). La répartition détaillée en 2018 est la suivante : 
cultures permanentes (45,4 %), zones agricoles hétérogènes (42,4 %), zones urbanisées (10,8 %), forêts (1 %), zones industrielles ou commerciales et réseaux de communication (0,4 %). L'évolution de l’occupation des sols de la commune et de ses infrastructures peut être observée sur les différentes représentations cartographiques du territoire : la carte de Cassini (XVIIIe siècle), la carte d'état-major (1820-1866) et les cartes ou photos aériennes de l'IGN pour la période actuelle (1950 à aujourd'hui).

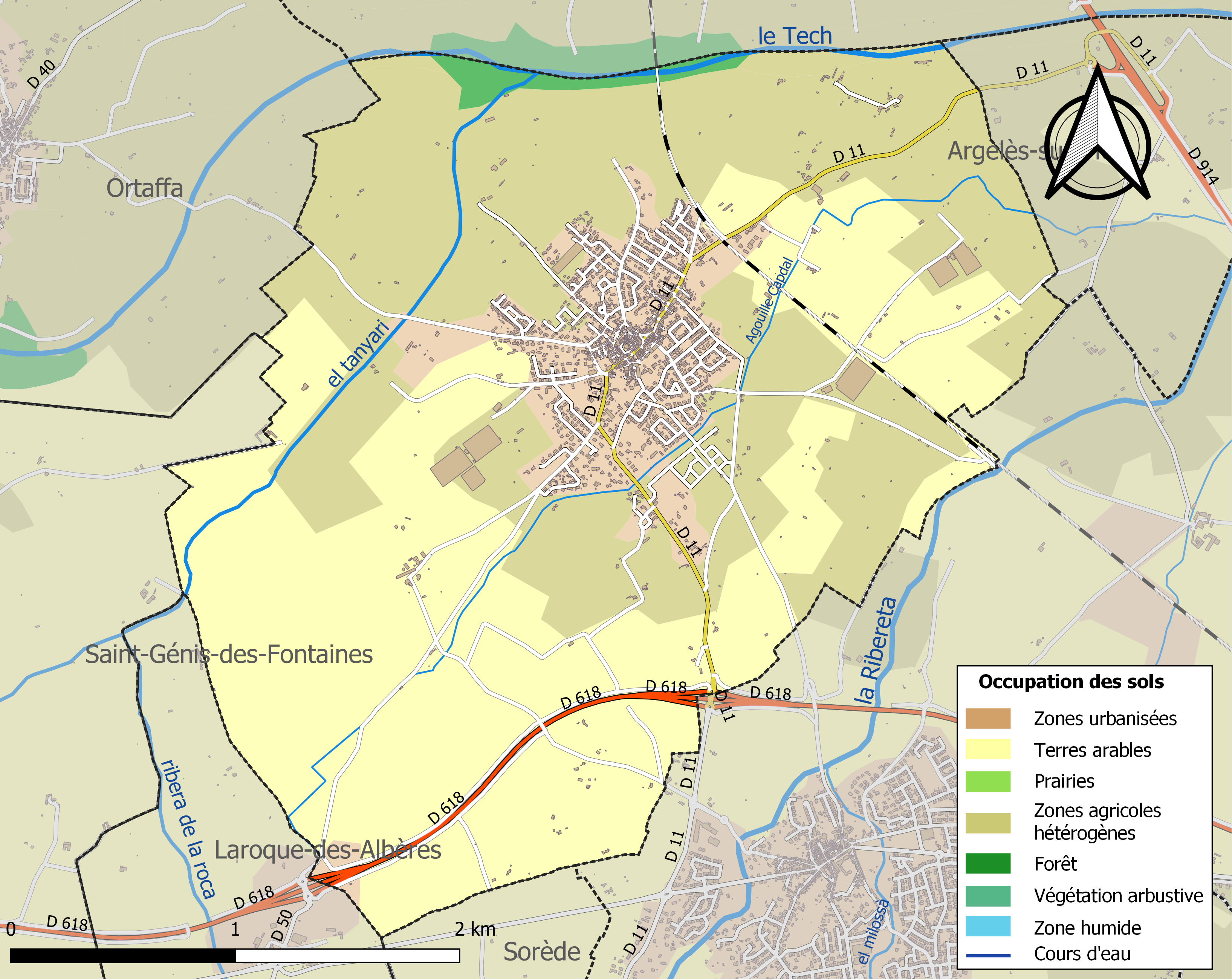
Carte des infrastructures et de l'occupation des sols de la commune en 2018 (CLC).

### Voies de communication et transports
Les lignes 550 (Céret - Argelès-sur-Mer), 552 (Saint-Génis-des-Fontaines - Argelès-sur-Mer) et 553 (Saint-Génis-des-Fontaines - Gare de Perpignan) du réseau régional liO desservent la commune.

### Risques majeurs
Le territoire de la commune de Palau-del-Vidre est vulnérable à différents aléas naturels : inondations, climatiques (grand froid ou canicule), mouvements de terrains et séisme (sismicité modérée),.
Certaines parties du territoire communal sont susceptibles d’être affectées par le risque d’inondation par crue torrentielle de cours d'eau du bassin du Tech. La commune fait partie du territoire à risques importants d'inondation (TRI) de Perpignan-Saint-Cyprien, regroupant 43 communes du bassin de vie de l'agglomération perpignanaise, un des 31 TRI qui ont été arrêtés le 12 décembre 2012 sur le bassin Rhône-Méditerranée. Des cartes des surfaces inondables ont été établies pour trois scénarios : fréquent (crue de temps de retour de 10 ans à 30 ans), moyen (temps de retour de 100 ans à 300 ans) et extrême (temps de retour de l'ordre de 1 000 ans, qui met en défaut tout système de protection),.
Les mouvements de terrains susceptibles de se produire sur la commune sont liés au retrait-gonflement des argiles. Une cartographie nationale de l'aléa retrait-gonflement des argiles permet de connaître les sols argileux ou marneux susceptibles vis-à-vis de ce phénomène.
Ces risques naturels sont pris en compte dans l'aménagement du territoire de la commune par le biais d'un plan de prévention des risques inondations.

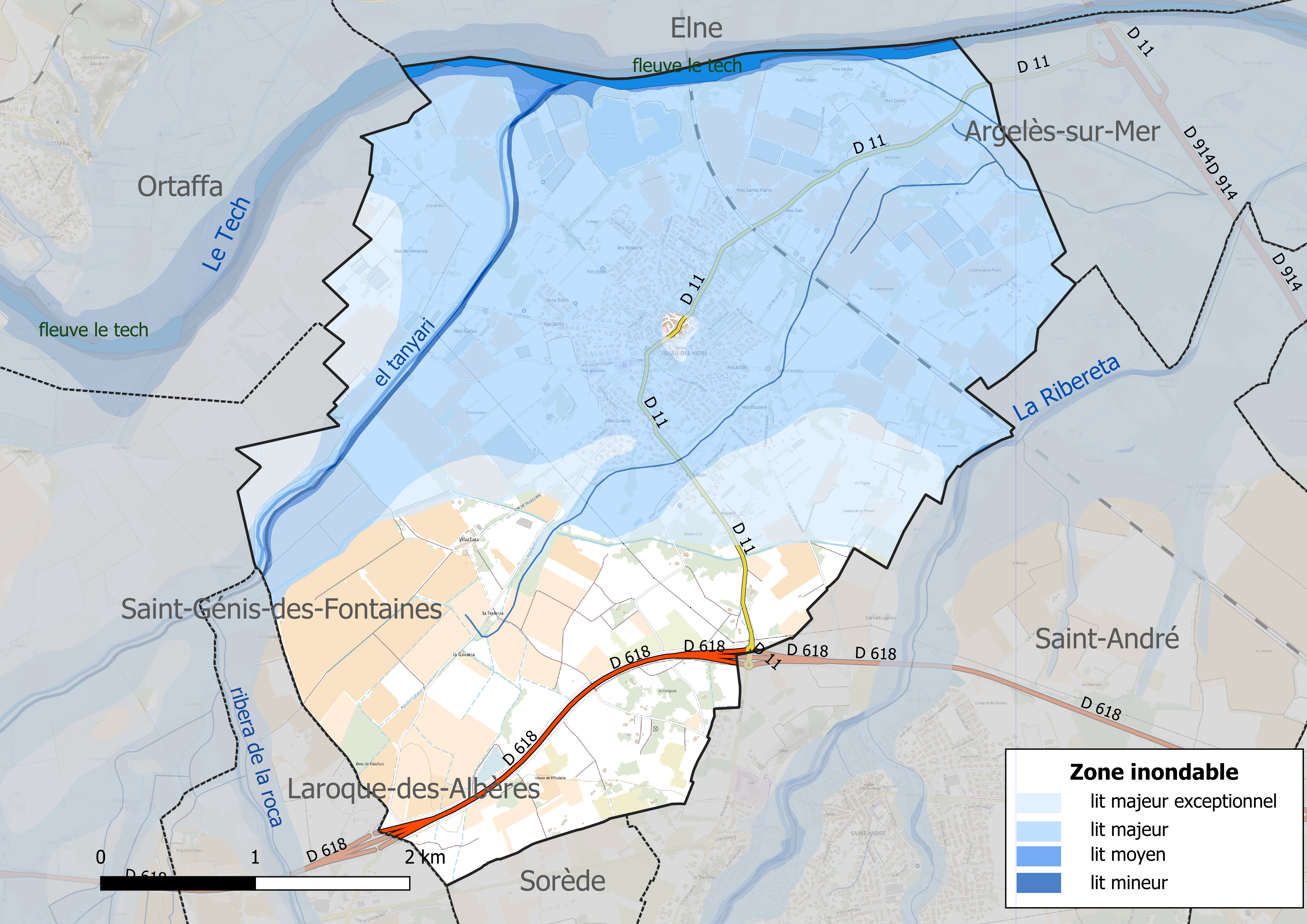
Carte des zones inondables.
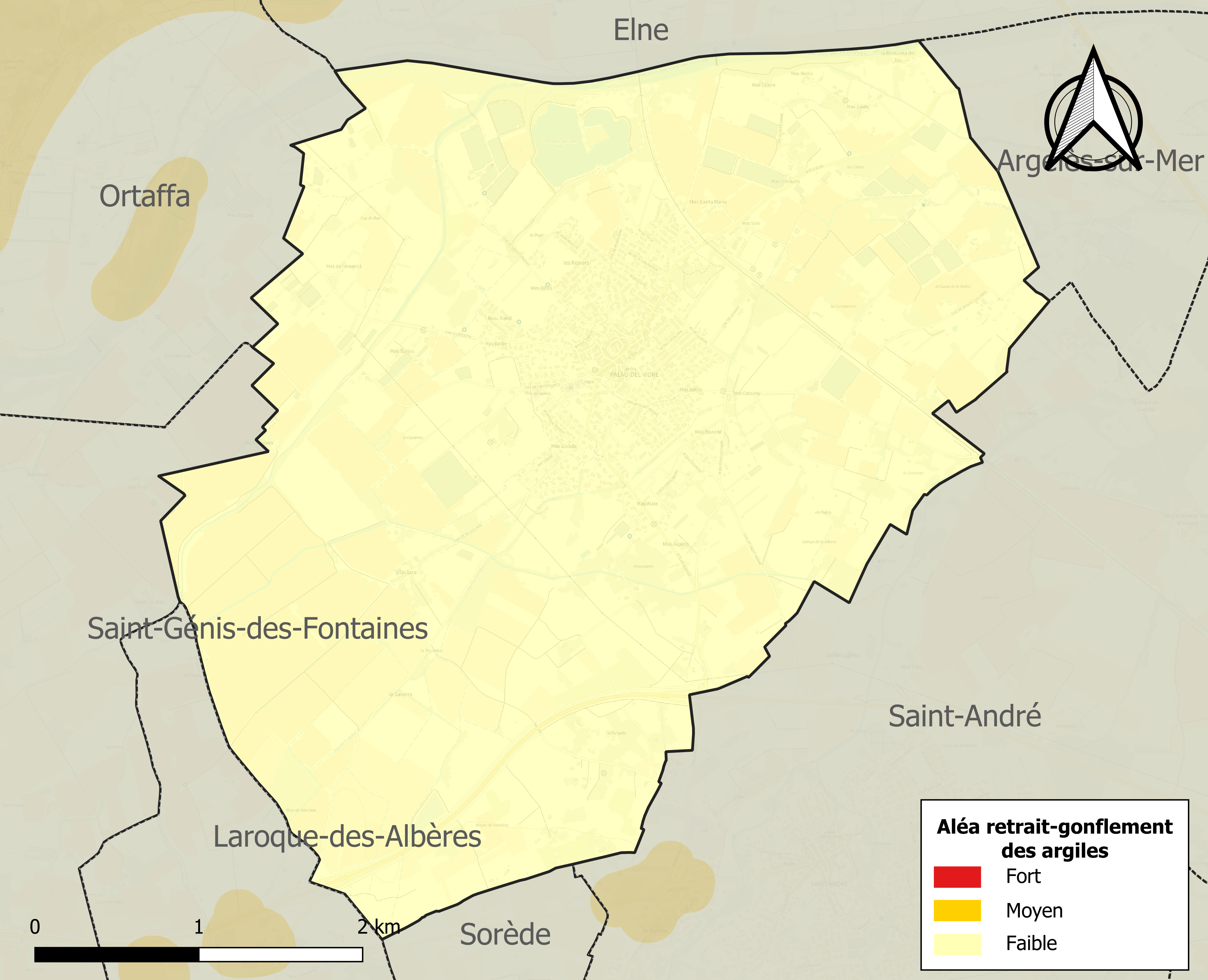
Carte des zones d'aléa retrait-gonflement des argiles.

## Toponymie
Formes anciennes
Le lieu est mentionné pour la première fois au IXe siècle sous la forme de Securinianum sive Palatium Rodegarium. On trouve ensuite au Xe siècle Securnianum alio nomine Palatium Rodegarium, puis au XIe siècle Palatium Roger ou simplement Palad, aux XIIe et XIIIe siècles Villa Palaz et Palacio, au XIVe siècle Palau, en 1442 Palatium Vitri et enfin au XVIIe siècle Palau del Vidre.
Lors de la création de la commune en 1793, durant la Révolution française, celle-ci est désignée sous le nom de Palau de Vileclare, du nom de l'ancien village de Villaclara situé à immédiate proximité au sud-ouest du bourg principal et réuni au territoire de Palau au XIVe siècle. Dès 1801, on retrouve le nom de Palau del Vidre.
De nos jours, en catalan, le nom de la commune est Palau del Vidre (comme en français, mais sans les traits d’union).
Étymologie
Le nom de Palau, relativement courant en Roussillon, désigne la présence d'une ancienne demeure seigneuriale, souvent d'époque carolingienne. Il était fréquemment suivi du nom de son propriétaire ou seigneur, sans doute au IXe siècle un certain Securinius (un nom latin) ou un autre, Rodegario (un nom germanique), l'un ayant peut-être succédé à l'autre, les deux noms étant présents dans les premières mentions. Si ces noms n'avaient pas été abandonnés au XIIe siècle, ils auraient sans doute évolué en Palau Segornyà ou en Palau Roger.
Le qualificatif del Vidre, qui signifie du verre en catalan, vient de ce que les Templiers ont installé une verrerie en ce lieu au XIIIe siècle.

## Histoire
Ancien fundus de l'époque wisigothique, on trouve le village mentionné pour la première fois au IXe siècle sous le nom de Palacio Rodegario, ce nom signifie le « Palais de Roger », peut-être le nom de son propriétaire ancien. Au Moyen Âge, Palau fut acquise par les Templiers du Mas Deu (Trouillas) qui en firent l'un de leurs centres dans le Roussillon. À la suite de la dissolution de cet ordre, les Hospitaliers reprirent le village. Dès le XIIIe siècle, l'artisanat verrier fut très présent à Palau, c'est ainsi qu'on joignit à son nom le qualificatif « del Vidre », ce qui en catalan signifie « du Verre ». Cet artisanat, très présent jusqu'au XVIIIe siècle, disparut presque entièrement au début du XIXe siècle. Récemment toutefois une tentative de réimplantation de cet artisanat s'est révélée efficace et porte ses fruits.

## Politique et administration

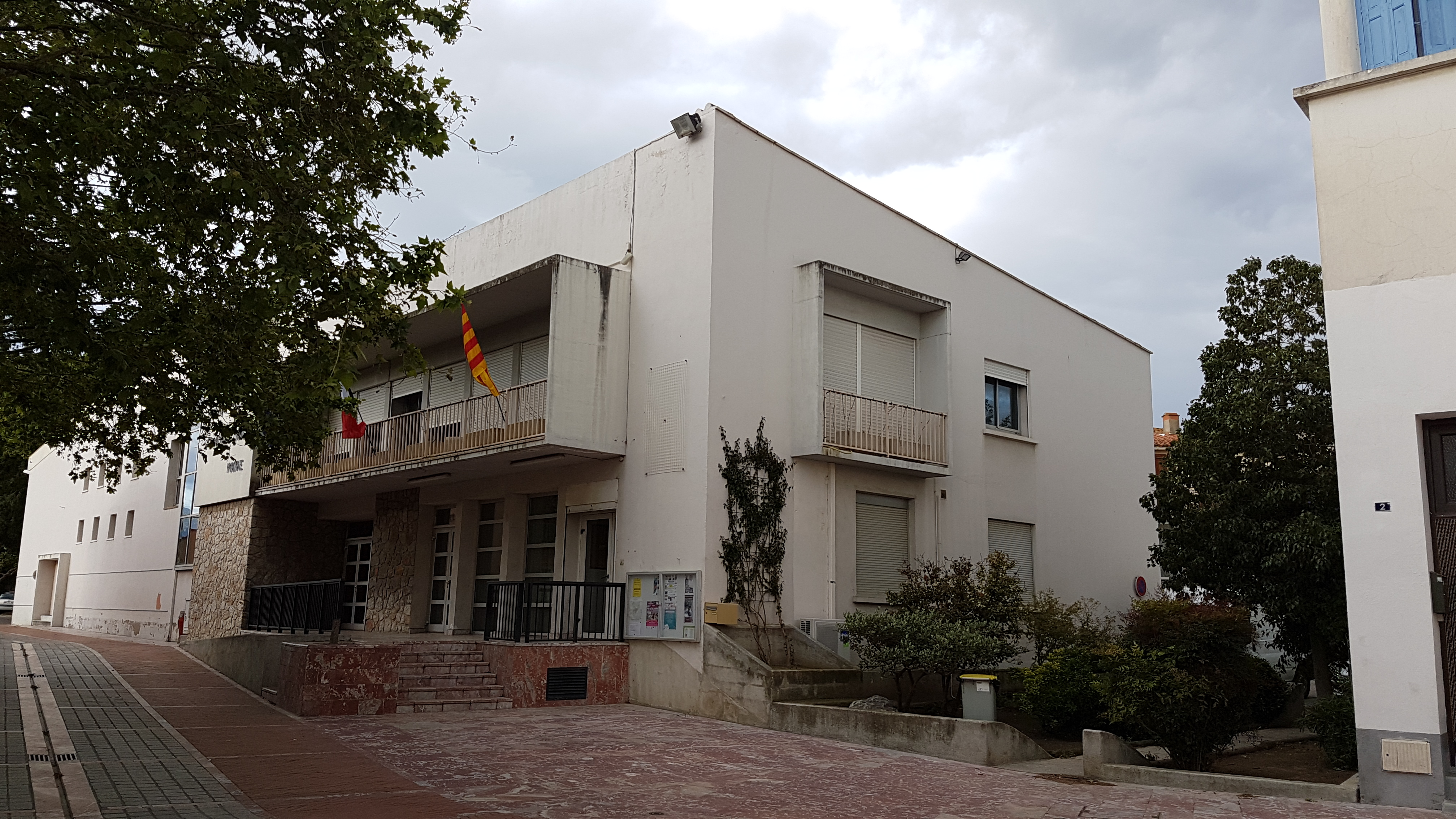
La mairie.

### Canton
En 1790 la commune de Palau-del-Vidre est incluse dans le canton d'Argelès au sein du district de Céret. Elle est rattachée au canton de Laroque en 1793 puis revient au canton d'Argelès en 1801, dont elle fait toujours partie aujourd'hui.

### Liste des maires
| Période                                  | Période                  | Identité           | Étiquette       | Qualité                                                                           |
| ---------------------------------------- | ------------------------ | ------------------ | --------------- | --------------------------------------------------------------------------------- |
| Les données manquantes sont à compléter. |                          |                    |                 |                                                                                   |
|                                          |                          |                    |                 |                                                                                   |
| 1840                                     | 1851                     | Vincent Clara      |                 |                                                                                   |
| 1851                                     | 1871                     | Jacques Falguère   |                 |                                                                                   |
| 1871                                     | 1875                     | Bonaventure Romeu  |                 |                                                                                   |
| 1875                                     | 1879                     | François Cutzach   |                 |                                                                                   |
| 1879                                     | 1888                     | François Casteil   |                 |                                                                                   |
| 1888                                     | 1891                     | Emmanuel Clottes   |                 |                                                                                   |
| 1891                                     | 1892                     | François Cutzach   |                 |                                                                                   |
| 1892                                     | 1893                     | Joseph Lacroix     |                 |                                                                                   |
| 1893                                     | 1898                     | François Casteil   |                 |                                                                                   |
| 1898                                     | 1901                     | François Farrail   |                 |                                                                                   |
| 1901                                     | 1905                     | Raymond Pagès      |                 |                                                                                   |
| 1905                                     | 1913                     | Jean Guimezanes    |                 |                                                                                   |
| 1913                                     | 1919                     | Eugène Casteil     |                 |                                                                                   |
| 1919                                     | 1920                     | Antoine Padaillé   |                 |                                                                                   |
| 1920                                     | 1932                     | Paul Sirach        |                 |                                                                                   |
| 1932                                     | 1935                     | Paul Sirach fils   |                 |                                                                                   |
| 1935                                     | 1944                     | François Jonquères |                 |                                                                                   |
| 1944                                     | 21 mars 1971             | François Tané      |                 |                                                                                   |
| 21 mars 1971                             | 15 juin 1999 (démission) | Jacques Bordaneil  | PRG             | Viticulteur retraité Conseiller général du canton d'Argelès-sur-Mer (1979 → 1998) |
| 15 juin 1999                             | mars 2001                | Jean Rigaud        |                 |                                                                                   |
| mars 2001                                | 3 juillet 2020           | Marcel Descossy,   | DVD puis UMP-LR | Retraité                                                                          |
| 3 juillet 2020                           | En cours                 | Bruno Galan        | LR              | Pharmacien                                                                        |

## Population et société

### Démographie ancienne
La population est exprimée en nombre de feux (f) ou d'habitants (H).
| 1365 | 1378 | 1424 | 1470 | 1515 | 1553 | 1643 | 1709 | 1720 |
| ---- | ---- | ---- | ---- | ---- | ---- | ---- | ---- | ---- |
| 13 f | 71 f | 56 f | 62 f | 64 f | 36 f | 19 f | 72 f | 69 f |

| 1730 | 1767  | 1774 | 1789 | 1790  | - | - | - | - |
| ---- | ----- | ---- | ---- | ----- | - | - | - | - |
| 74 f | 277 H | 74 f | 92 f | 483 H | - | - | - | - |

Notes :
- 1365 : pour le hameau de Villeclara ;
- 1378 : dont 15 f pour Villeclara ;
- 1470 : dont 3 f pour Villeclara ;
- 1515 : dont 3 f pour Villeclara ;
- 1789 : pour Palau-del-Vidre et Taxo-d'Amont.

### Démographie contemporaine
L'évolution du nombre d'habitants est connue à travers les recensements de la population effectués dans la commune depuis 1793. Pour les communes de moins de 10 000 habitants, une enquête de recensement portant sur toute la population est réalisée tous les cinq ans, les populations de référence des années intermédiaires étant quant à elles estimées par interpolation ou extrapolation. Pour la commune, le premier recensement exhaustif entrant dans le cadre du nouveau dispositif a été réalisé en 2008.

En 2022, la commune comptait 3 232 habitants, en évolution de +1,7 % par rapport à 2016 (Pyrénées-Orientales : +3,92 %, France hors Mayotte : +2,11 %).
| 1793 | 1800 | 1806 | 1821 | 1831 | 1836 | 1841 | 1846 | 1851 |
| ---- | ---- | ---- | ---- | ---- | ---- | ---- | ---- | ---- |
| 301  | 440  | 493  | 643  | 672  | 715  | 716  | 780  | 777  |

| 1856 | 1861 | 1866 | 1872 | 1876 | 1881  | 1886  | 1891  | 1896  |
| ---- | ---- | ---- | ---- | ---- | ----- | ----- | ----- | ----- |
| 838  | 802  | 898  | 965  | 915  | 1 042 | 1 087 | 1 070 | 1 137 |

| 1901  | 1906  | 1911  | 1921  | 1926  | 1931  | 1936  | 1946  | 1954  |
| ----- | ----- | ----- | ----- | ----- | ----- | ----- | ----- | ----- |
| 1 142 | 1 234 | 1 265 | 1 121 | 1 091 | 1 230 | 1 214 | 1 156 | 1 201 |

| 1962  | 1968  | 1975  | 1982  | 1990  | 1999  | 2006  | 2008  | 2013  |
| ----- | ----- | ----- | ----- | ----- | ----- | ----- | ----- | ----- |
| 1 238 | 1 330 | 1 417 | 1 738 | 2 004 | 2 117 | 2 545 | 2 668 | 3 153 |

| 2018  | 2022  | - | - | - | - | - | - | - |
| ----- | ----- | - | - | - | - | - | - | - |
| 3 106 | 3 232 | - | - | - | - | - | - | - |

| selon la population municipale des années : | 1968 | 1975 | 1982 | 1990 | 1999 | 2006 | 2009 | 2013 |
| Rang de la commune dans le département      | 39   | 43   | 36   | 44   | 45   | 44   | 44   | 39   |
| Nombre de communes du département           | 232  | 217  | 220  | 225  | 226  | 226  | 226  | 226  |

### Manifestations culturelles et festivités
- Fête patronale : 20 janvier[46] ;
- Marché : mardi et jeudi.[réf. nécessaire]

### Sports
Il y a à Palau-del-Vidre une équipe de rugby à XIII, le Palau Broncos XIII, qui évolue en première division du Championnat de France depuis 2014, et qui a notamment atteint les demi-finales de la Coupe de France en 2014.

## Économie

### Revenus
En 2018, la commune compte 1 274 ménages fiscaux, regroupant 2 993 personnes. La médiane du revenu disponible par unité de consommation est de 19 750 € (19 350 € dans le département). 43 % des ménages fiscaux sont imposés (42,1 % dans le département).

### Emploi
|                | 2008   | 2013   | 2018   |
| -------------- | ------ | ------ | ------ |
| Commune        | 8,2 %  | 12,1 % | 12,6 % |
| Département    | 10,3 % | 12,9 % | 13,3 % |
| France entière | 8,3 %  | 10 %   | 10 %   |

En 2018, la population âgée de 15 à 64 ans s'élève à 1 841 personnes, parmi lesquelles on compte 73,2 % d'actifs (60,6 % ayant un emploi et 12,6 % de chômeurs) et 26,8 % d'inactifs,. En  2018, le taux de chômage communal (au sens du recensement) des 15-64 ans est inférieur à celui du département, mais supérieur à celui de la France, alors qu'en 2008 il était inférieur à celui de la France.
La commune fait partie de la couronne de l'aire d'attraction de Perpignan, du fait qu'au moins 15 % des actifs travaillent dans le pôle,. Elle compte 426 emplois en 2018, contre 456 en 2013 et 421 en 2008. Le nombre d'actifs ayant un emploi résidant dans la commune est de 1 134, soit un indicateur de concentration d'emploi de 37,6 % et un taux d'activité parmi les 15 ans ou plus de 53,2 %.
Sur ces 1 134 actifs de 15 ans ou plus ayant un emploi, 271 travaillent dans la commune, soit 24 % des habitants. Pour se rendre au travail, 87,6 % des habitants utilisent un véhicule personnel ou de fonction à quatre roues, 1,7 % les transports en commun, 6,9 % s'y rendent en deux-roues, à vélo ou à pied et 3,9 % n'ont pas besoin de transport (travail au domicile).

### Activités hors agriculture

#### Secteurs d'activités
233 établissements sont implantés  à Palau-del-Vidre au 31 décembre 2019. Le tableau ci-dessous en détaille le nombre par secteur d'activité et compare les ratios avec ceux du département,.
| Secteur d'activité                                                                                        | Commune | Commune | Département |
| Secteur d'activité                                                                                        | Nombre  | %       | %           |
| --- | ------- | ------- | ----------- |
| Ensemble                                                                                                  | 233     | 100 %   | (100 %)     |
| Industrie manufacturière, industries extractives et autres                                                | 33      | 14,2 %  | (8,7 %)     |
| Construction                                                                                              | 52      | 22,3 %  | (14,3 %)    |
| Commerce de gros et de détail, transports, hébergement et restauration                                    | 49      | 21 %    | (30,5 %)    |
| Information et communication                                                                              | 5       | 2,1 %   | (1,9 %)     |
| Activités financières et d'assurance                                                                      | 5       | 2,1 %   | (3 %)       |
| Activités immobilières                                                                                    | 9       | 3,9 %   | (6,2 %)     |
| Activités spécialisées, scientifiques et techniques et activités de services administratifs et de soutien | 31      | 13,3 %  | (13 %)      |
| Administration publique, enseignement, santé humaine et action sociale                                    | 29      | 12,4 %  | (13,9 %)    |
| Autres activités de services                                                                              | 20      | 8,6 %   | (8,5 %)     |

Le secteur de la construction est prépondérant sur la commune puisqu'il représente 22,3 % du nombre total d'établissements de la commune (52 sur les 233 entreprises implantées  à Palau-del-Vidre), contre 14,3 % au niveau départemental.

#### Entreprises et commerces
Les cinq entreprises ayant leur siège social sur le territoire communal qui génèrent le plus de chiffre d'affaires en 2020 sont : 
- Entreprise Sol Freres, construction de réseaux pour fluides (5 601 k€)
- SARL Les Serres Vermeil, culture de légumes, de melons, de racines et de tubercules (3 608 k€)
- Vertigo, culture d'autres fruits d'arbres ou d'arbustes et de fruits à coque (1 529 k€)
- Holding Sol, activités des sociétés holding (1 200 k€)
- Vidot Distribution, commerce d'alimentation générale (564 k€)

### Agriculture
La commune est dans la « plaine du Roussillon », une petite région agricole occupant la bande côtière et une grande partie centrale du département des Pyrénées-Orientales. En 2020, l'orientation technico-économique de l'agriculture  sur la commune est la culture de fruits ou d'autres cultures permanentes.
|               | 1988 | 2000 | 2010 | 2020 |
| ------------- | ---- | ---- | ---- | ---- |
| Exploitations | 115  | 63   | 58   | 46   |
| SAU (ha)      | 828  | 469  | 467  | 663  |

Le nombre d'exploitations agricoles en activité et ayant leur siège dans la commune est passé de 115 lors du recensement agricole de 1988  à 63 en 2000 puis à 58 en 2010 et enfin à 46 en 2020, soit une baisse de 60 % en 32 ans. Le même mouvement est observé à l'échelle du département qui a perdu pendant cette période 73 % de ses exploitations,. La surface agricole utilisée sur la commune a également diminué, passant de 828 ha en 1988 à 663 ha en 2020. Parallèlement la surface agricole utilisée moyenne par exploitation a augmenté, passant de 7 à 14 ha.

## Culture locale et patrimoine

### Monument et lieux touristiques
- Église Saint-Sébastien de Palau-del-Vidre, édifice datant du XIIe siècle, ancienne salle du château de Palau. Elle renferme plusieurs retables d'intérêt. Deux datant du XVe siècle, dont l'un étant l'œuvre d'Arnaud Gassies, peintre perpignanais. À cela s'ajoute une curieuse "Vierge Ouvrante" exemple rare de ce type de sculpture en Roussillon, datant du XVe siècle également. L'église possédait autrefois un retable du maître-autel, signé du sculpteur Llàtzer Tremullas, mais qui fut détruit à cause d'un sinistre survenu en 1972.
- Église Saint-Pierre de Vilaclara.
- L'ancien centre du village (cellera), autour de l'église, était fermé par une muraille de forme ovoïde dont on voit encore quelques vestiges.
- Le Château de Villeclare  à un kilomètre au sud du village, célèbre pour sa production vinicole, avec son église Saint-Pierre de Vilaclara.

### Associations
- Patrimoine : Les Arts du Verre, association pour le patrimoine, les arts et la culture ;
- Animations : Comité d'animations, association pour l’organisation de festivités sur le village.

### Personnalités liées à la commune
- Étienne Canals (1888-1971) : doyen de la Faculté de Pharmacie de Montpellier, né et mort à Palau-del-Vidre.
- Enrique Sánchez Abulí (1945-) : scénariste de bande-dessinée né à Palau-del-Vidre.

### Héraldique
| Blason de Palau-del-Vidre | Blason  | D’or au palais de gueules ouvert et ajouré du champ, surélevé en médiane en une tour couverte en chevron d’azur, le corps principal essoré en croupe du même. |
| Blason de Palau-del-Vidre | Détails | Le statut officiel du blason reste à déterminer. |

## Galerie

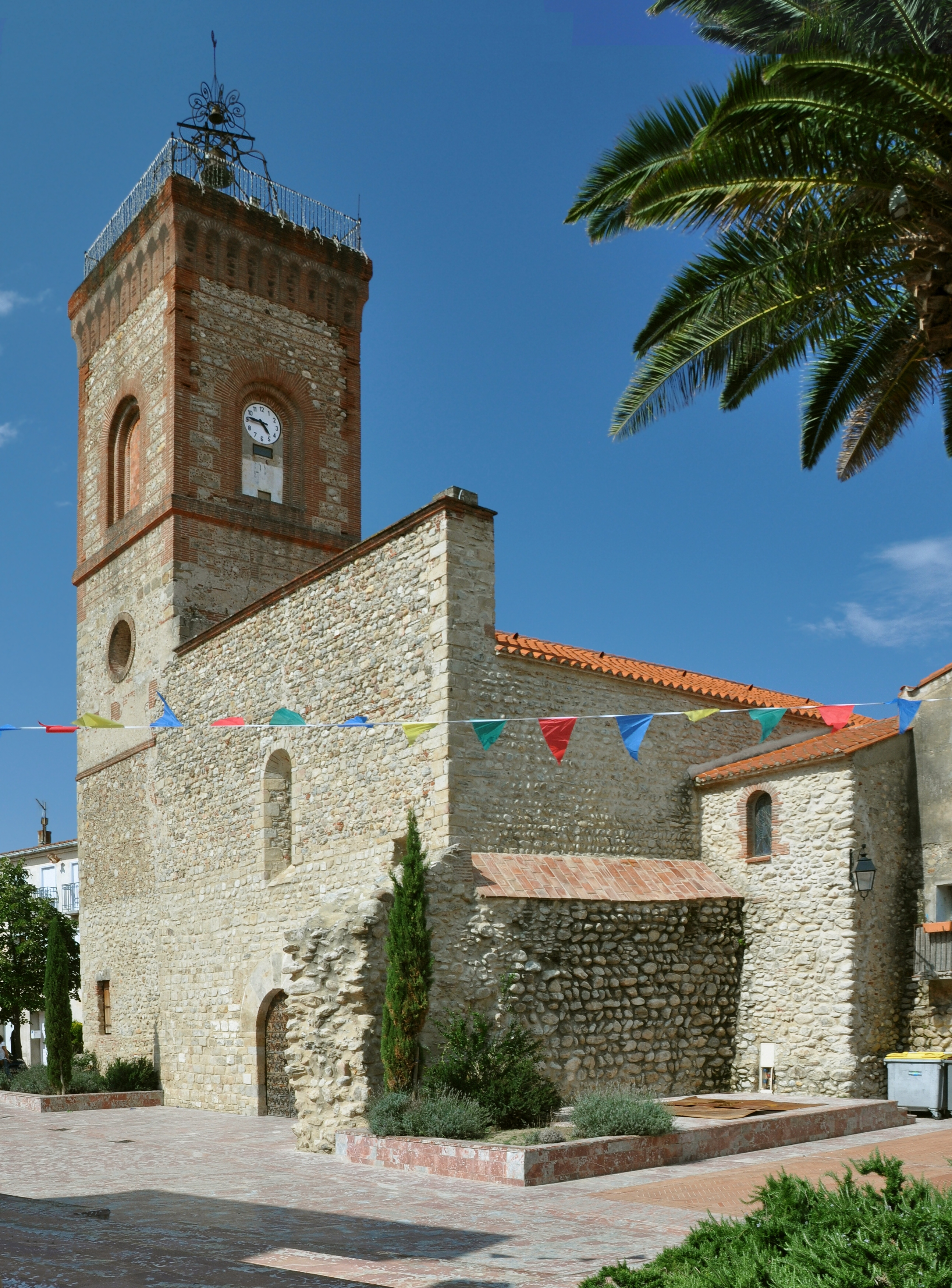
L'église Saint-Sébastien.
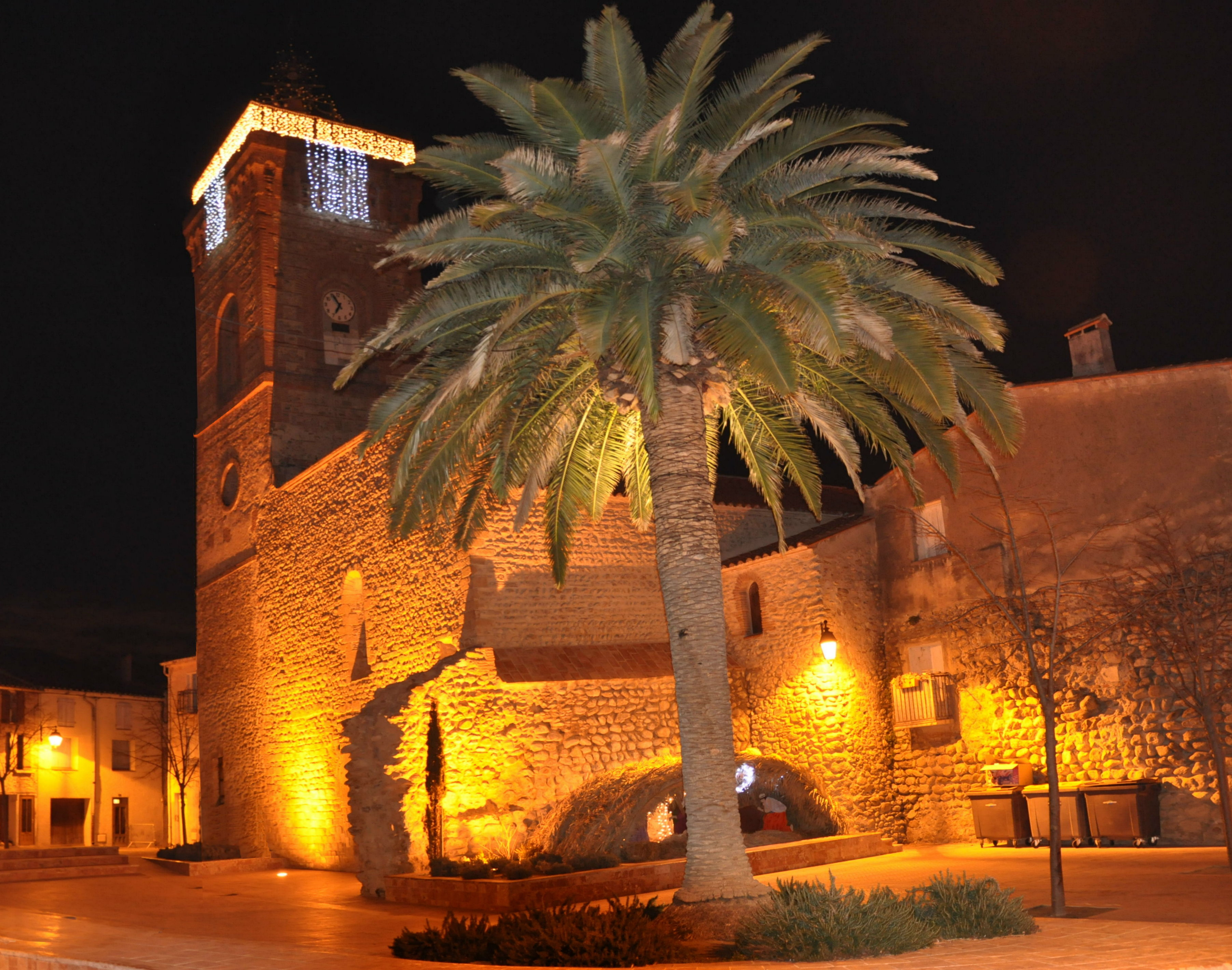
L'église Saint-Sébastien à Noël.
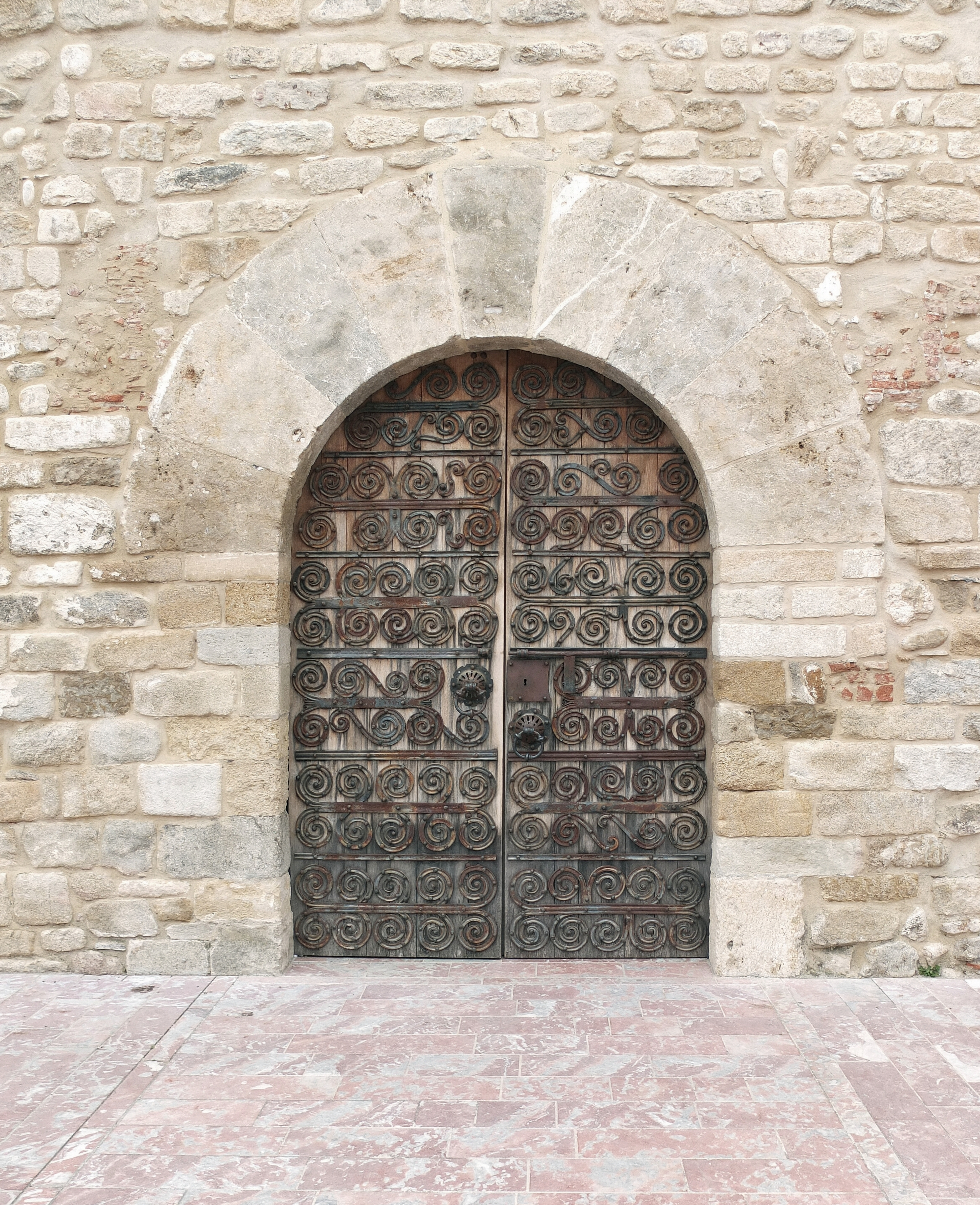
Portail de l'église.
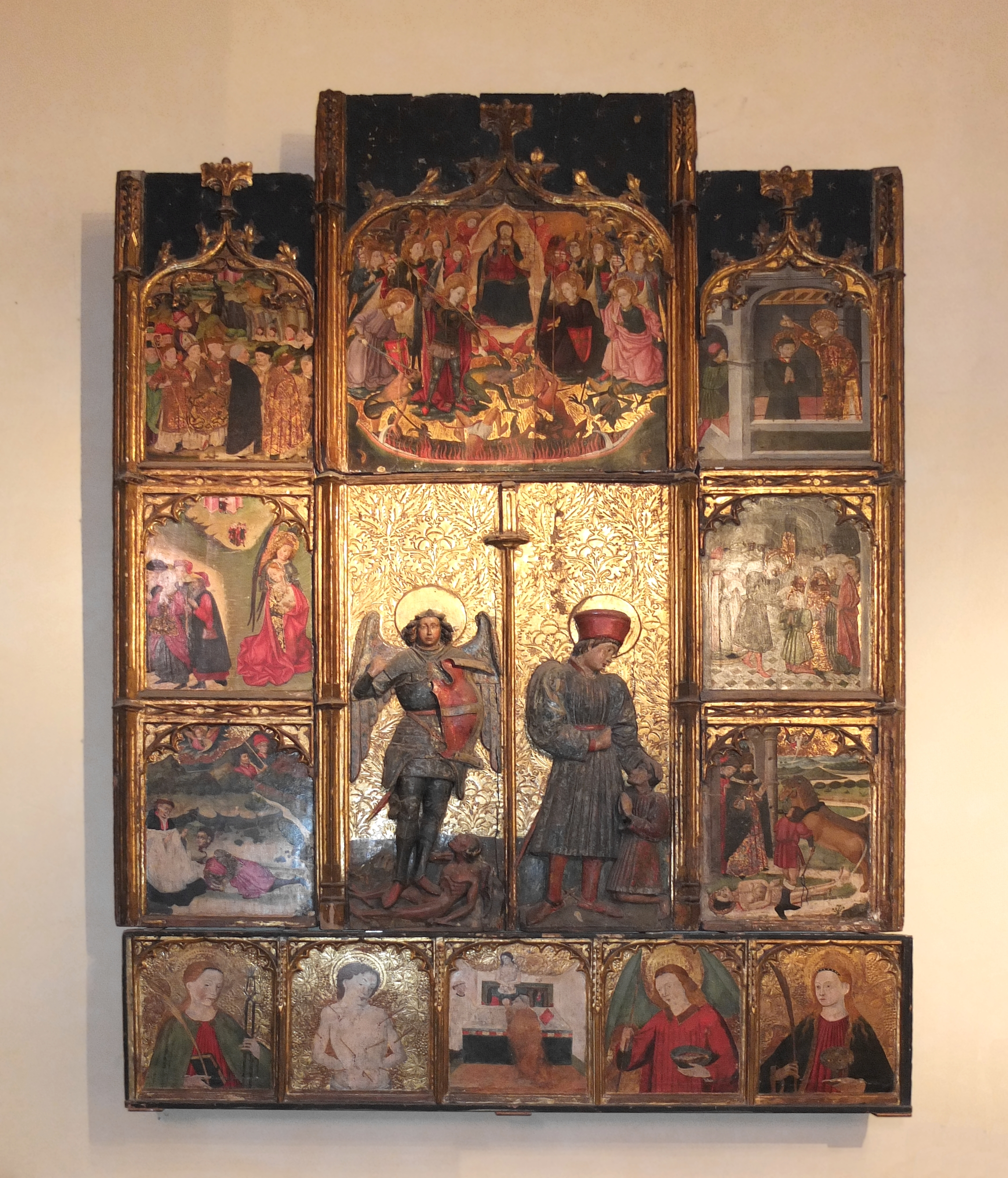
Retable de Saint-Michel et de Saint-Hippolyte, 1454.
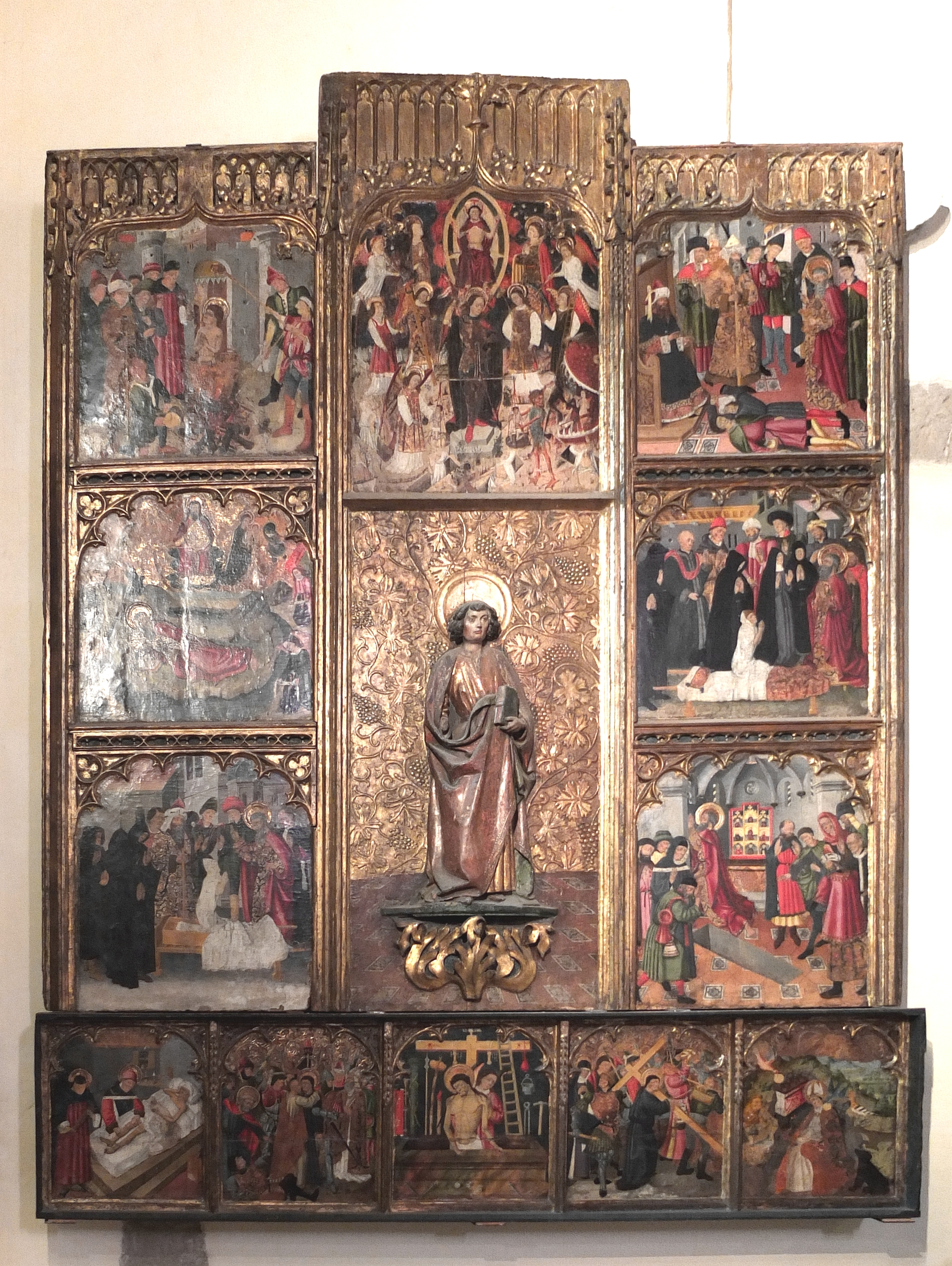
Retable de Saint Jean-l'Evangéliste, 1461.
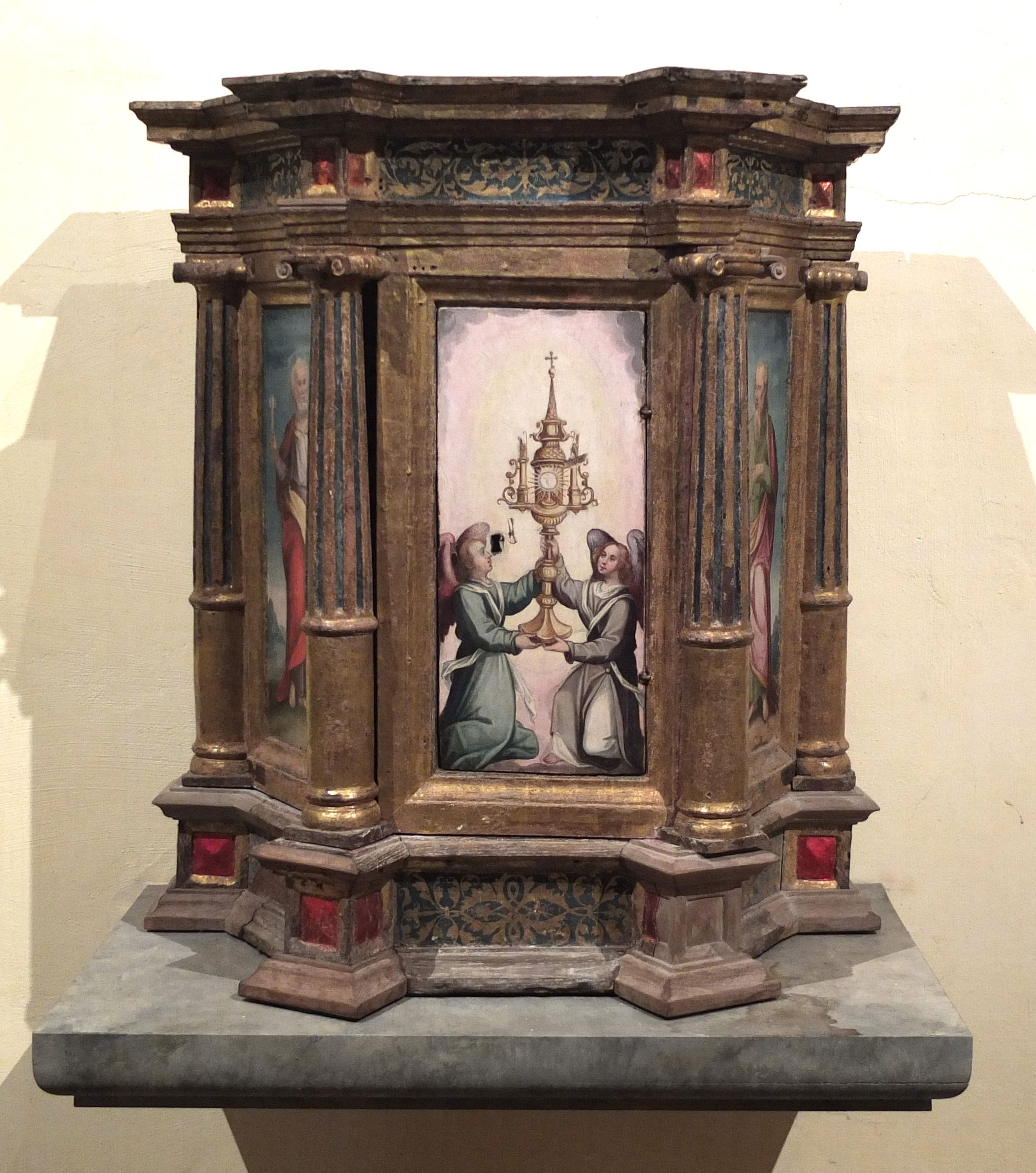
Tabernacle de Honorat Rigau, 1609 (fermé).
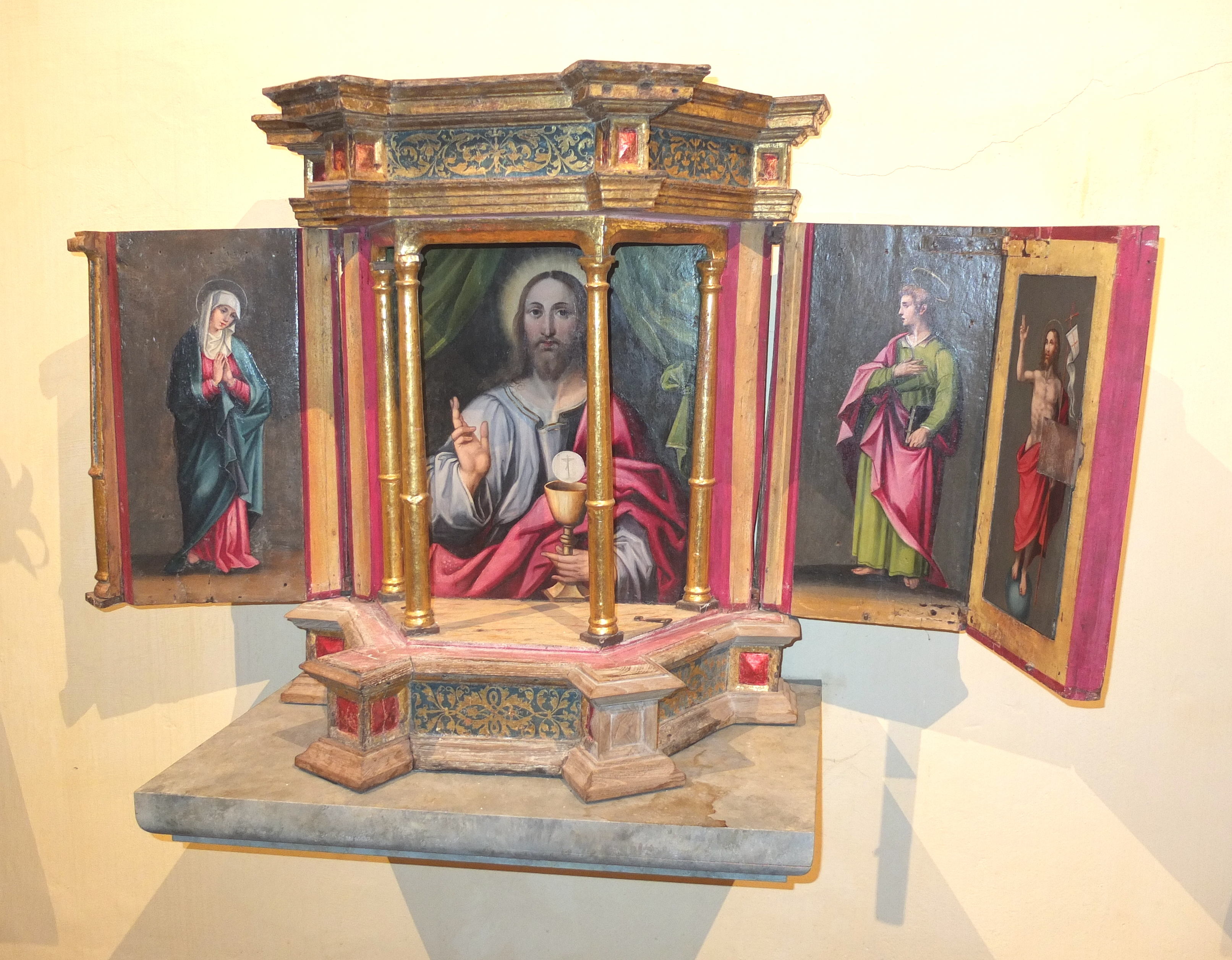
Tabernacle de Honorat Rigau, 1609 (ouvert).
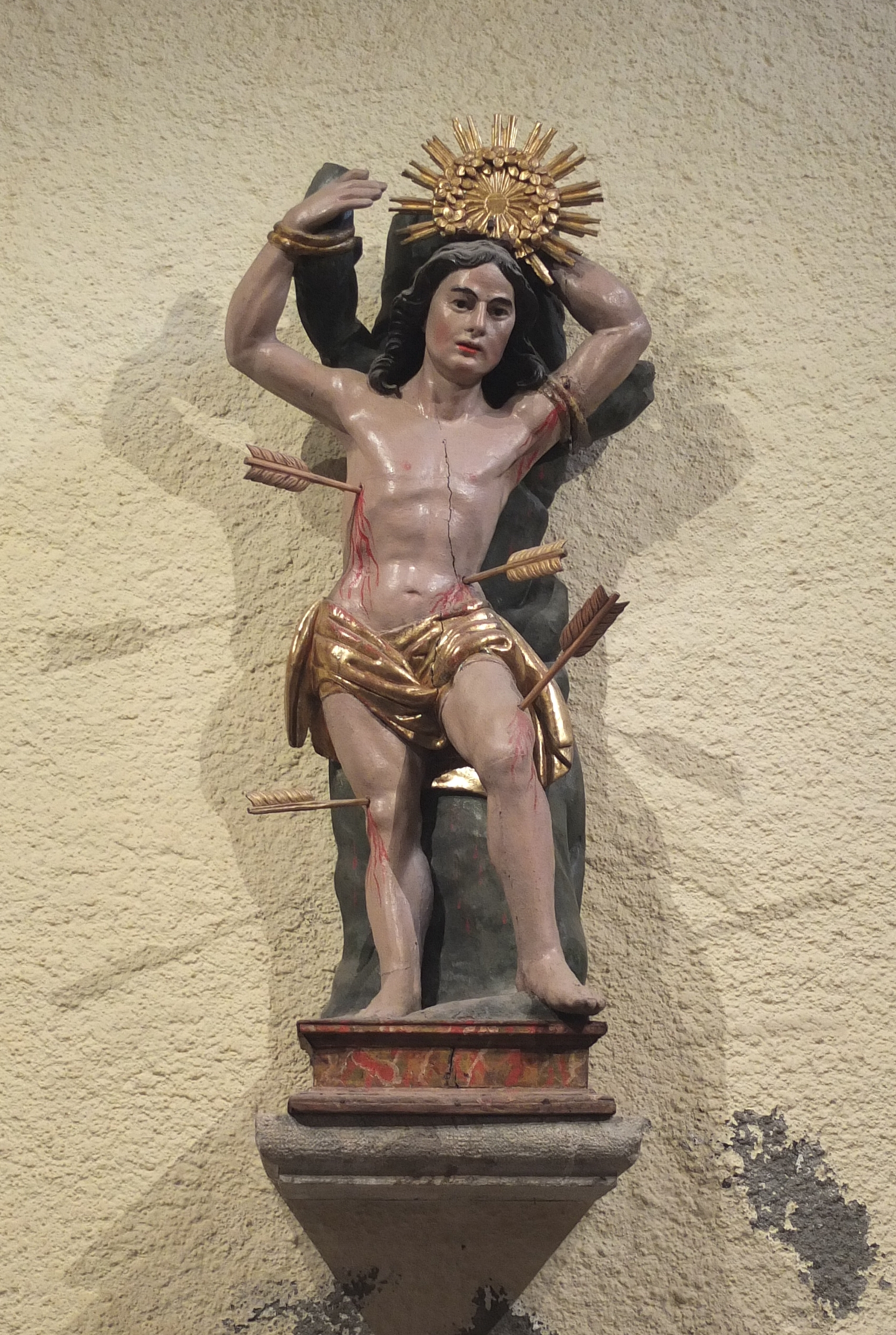
Statue de saint Sébastien.
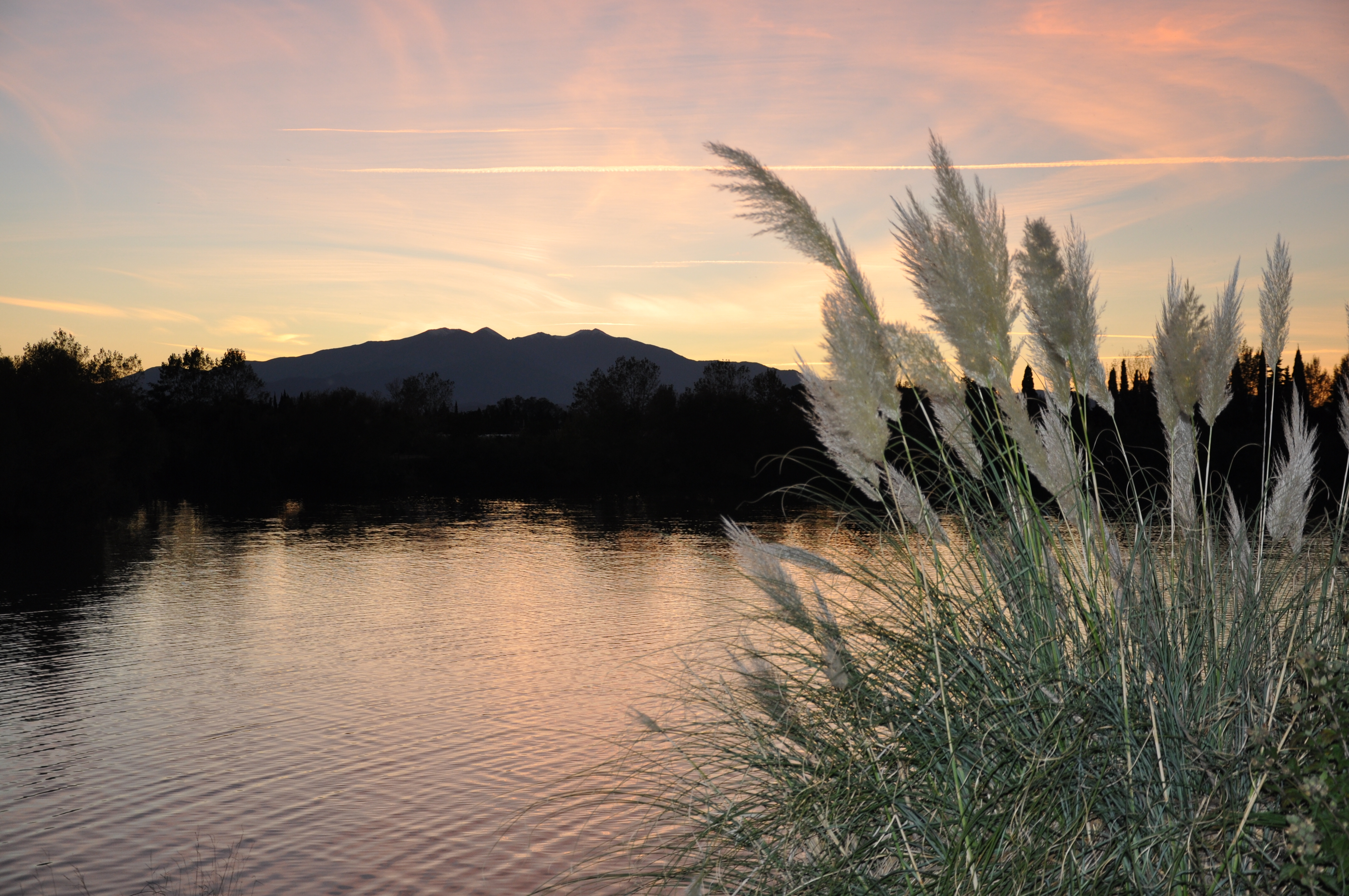
Lac Sant Marti devant le Canigou.
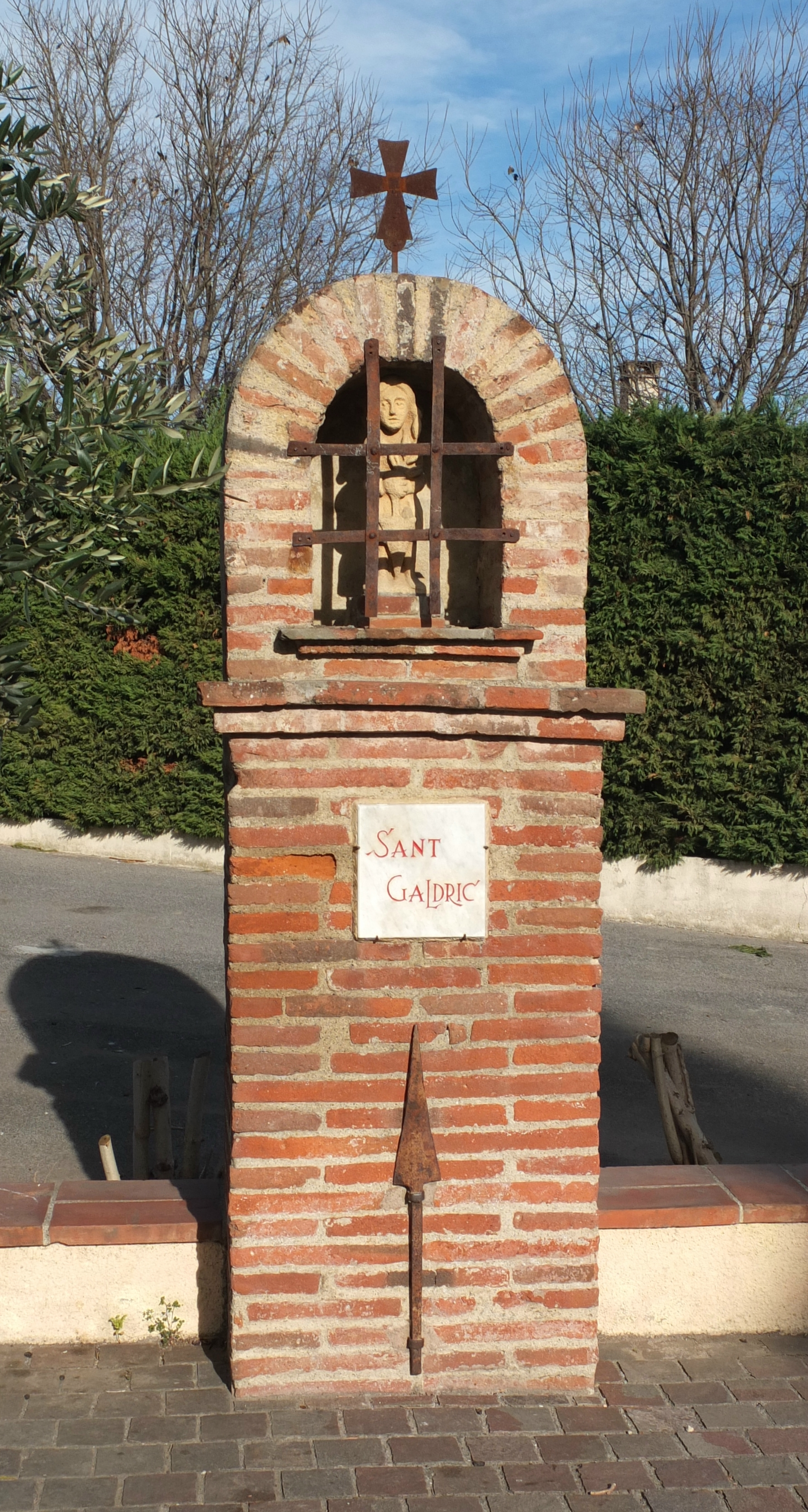
Bildstock Sant Galdric.
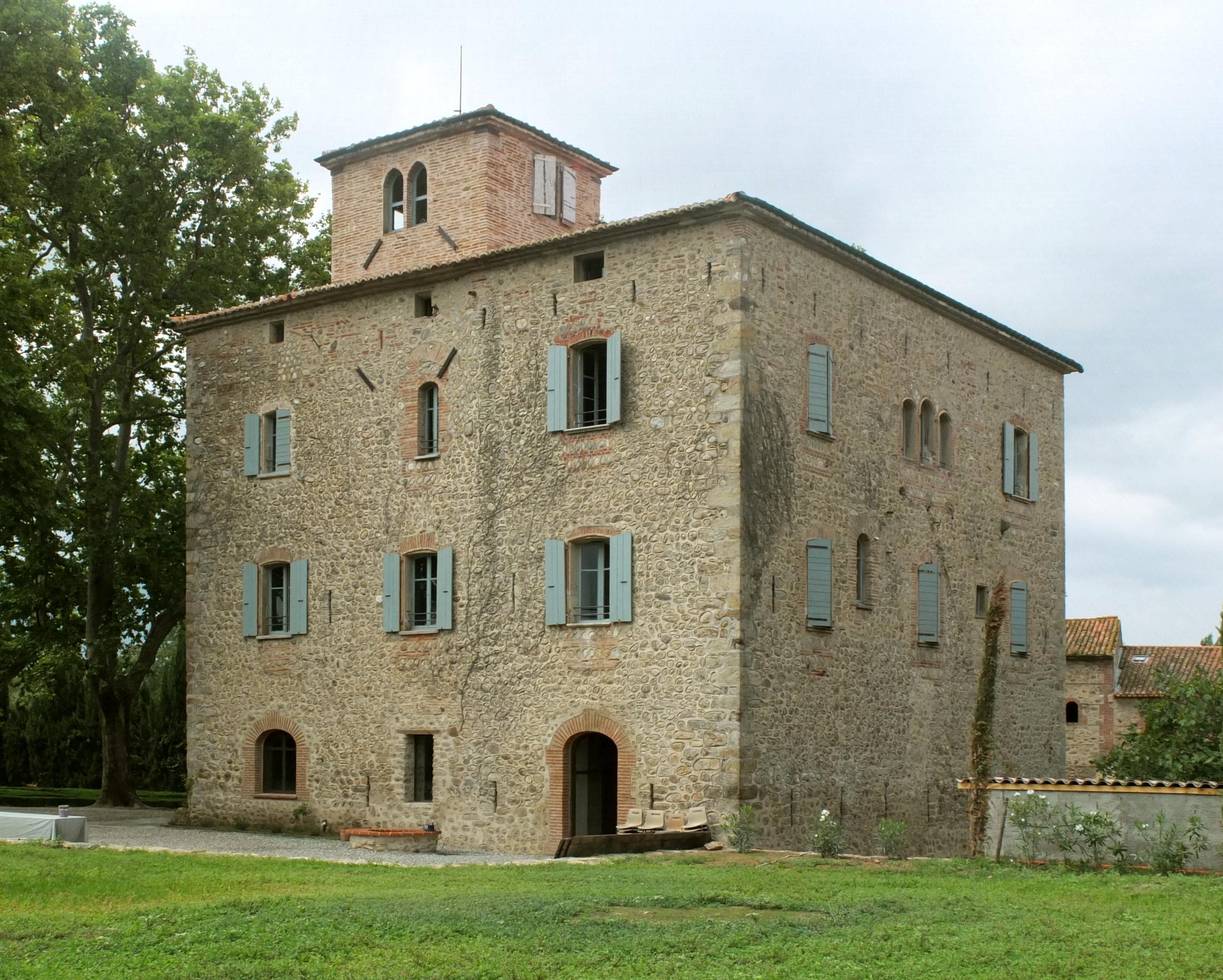
Château de Villeclare.
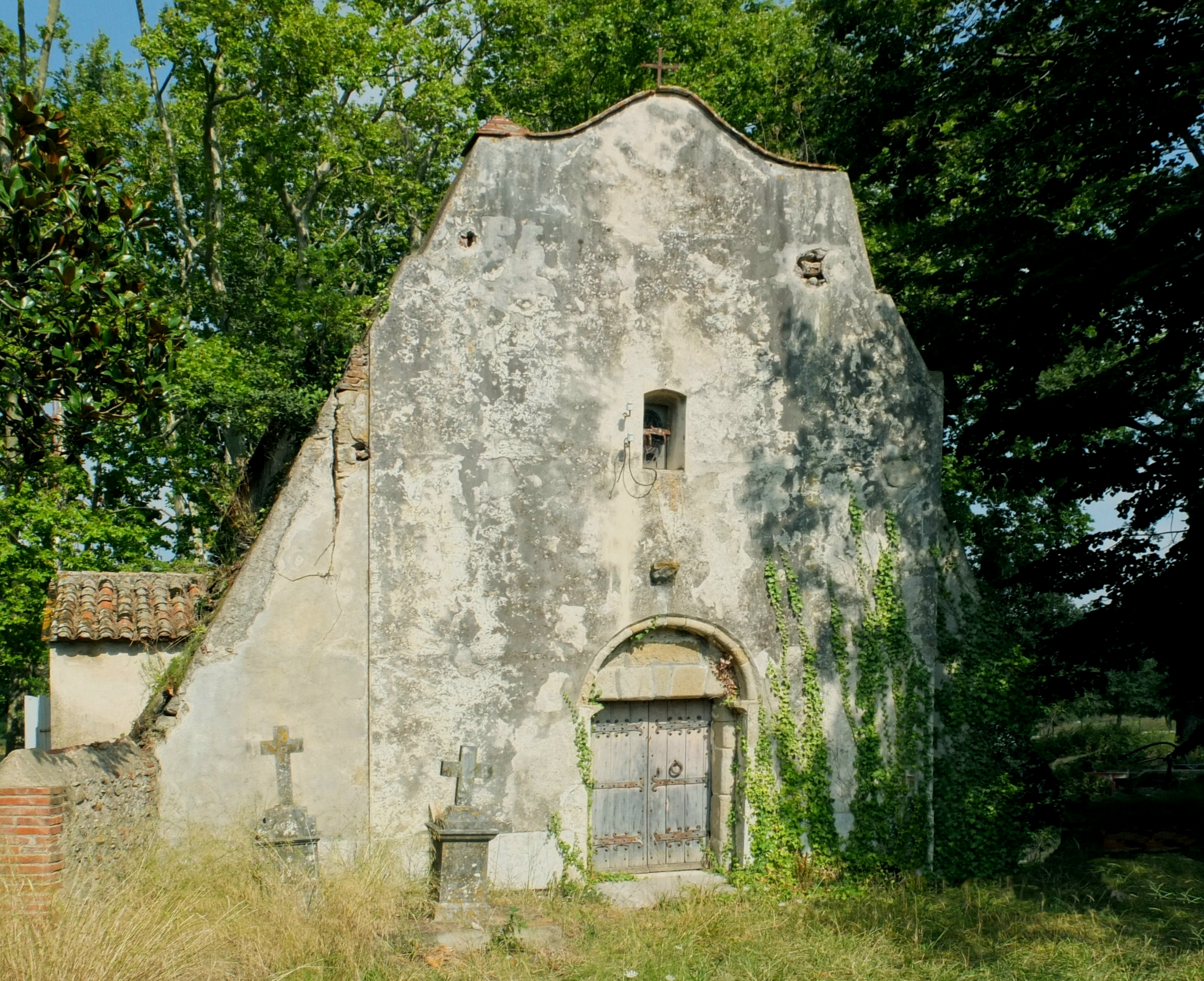
Église romane Saint-Pierre de Vilaclara.
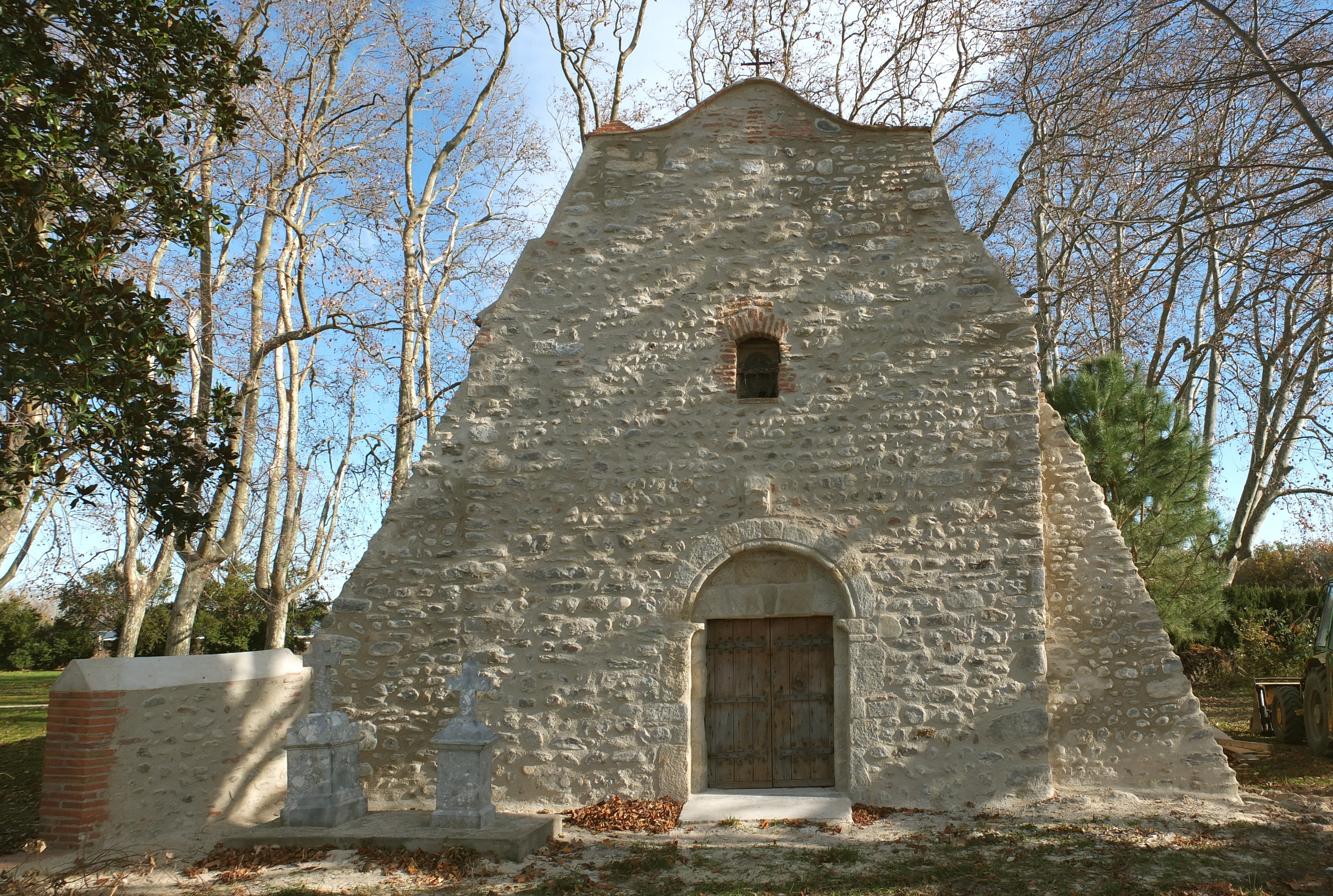
L'église après restauration.